# Marge Piercy
Marge Piercy (Detroit, el 31 de marzo de 1936) es una activista progresista, feminista y escritora estadounidense. Entre sus obras se incluyen Woman on the Edge of Time; He, She and It, que ganó el premio Arthur C. Clarke en 1993; y Gone to Soldiers, un best seller del New York Times, y una novela histórica de gran alcance ambientada durante la Segunda Guerra Mundial. Las obras de Piercy tienen sus raíces en origen judío, su activismo político-social y marxista y en sus ideales feministas.

## Trayectoria

### Familia y sus primeros años de vida
Marge Piercy natural de Detroit, Michigan, es hija de Bert Piercy y Robert Piercy. Aunque su padre no era religioso y pertenecía a un grupo presbiteriano, ella fue criada como judía por su madre y su abuela materna, judía ortodoxa, quien le dio a Piercy el nombre hebreo de Marah.
Sobre su identidad judía, Piercy dijo: «De niña, siempre me juntaban con judíos y negros. No crecí siendo considerada 'blanca'. Los judíos no eran blancos. Mi primer novio era negro. No supe que era blanca hasta que pasamos un tiempo en Baltimore y fui a una escuela secundaria segregada. No puedo expresar lo extraño que resultó todo. Entonces comprendí que ignorban que era judía».
Durante su infancia Piercy fue una estudiante mediocre, pero cuando enfermó de rubéola y fiebre reumática el  desarrolló un gran interés por la lectura ya que no podía hacer mucho más que leer. "Me enseñó que allí hay un mundo diferente, que había todos estos horizontes muy distintos a los que yo podía ver".

### Educación
Tras graduarse en la escuela secundaria Mackenzie, Piercy, se licenció en la Universidad de Michigan, en 1957. Ganó el premio Hopwood de poesía y ficción (1957) lo que le permitió terminar sus estudios universitarios y pasar algún tiempo en Francia. Obtuvo una maestría en la Universidad Northwestern en 1958.

### Edad adulta
Después de graduarse de la universidad, Piercy y su primer marido fueron a Francia y luego regresaron a los Estados Unidos. Se divorciaron cuando Piercy tenía 23 años. Vivía en Chicago y se ganaba la vida trabajando en diversos empleos a tiempo parcial mientras intentaba, sin éxito, publicar sus novelas. Fue durante esta época que Piercy se dio cuenta de que quería escribir ficción centrada en la política, el feminismo y la clase trabajadora. Después de su segundo matrimonio, se involucró en la organización Estudiantes por una Sociedad Democrática. En 1968, se publicó el primer libro de poesía de Piercy, Breaking Camp, y su primera novela fue aceptada para su publicación ese mismo año.

### Vida personal y relaciones
Siéndo aún muy joven, Piercy se casó con su primer marido, un físico judío francés. Sin embargo, el matrimonio fracasó cuando ella tenía 23 años; Piercy lo atribuye a sus expectativas sobre los roles de género en el matrimonio. En 1962, se casó con su segundo marido, Robert Shapiro, un científico informático, aunque pronto se divorciaron. Posteriormente Piercy se casó con su actual marido, el novelista Ira Wood, con quien dirige Leapfrog Press.Ella y su esposo viven en Wellfleet, MA. Piercy diseñó su casa, donde la pareja ha estado viviendo desde la década de 1970.

## Política
Piercy participó en el Movimiento por los derechos civiles, la Nueva Izquierda y Estudiantes por una Sociedad Democrática. Es una activista feminista, ambientalista, marxista, social y antibélica.
En 1977, Piercy se asoció al Women's Institute for Freedom of the Press (WIFP), una organización editorial estadounidense sin ánimo de lucro que trabaja para aumentar la comunicación entre mujeres y conectar al público con formas de medios de comunicación feminista.
En 2013, Piercy firmó una carta abierta, descrita como una "declaración abierta de 48 feministas radicales de siete países". La carta pudo interpretarse como una defensa a la ideología TERF, ya que defiende la exclusión de las mujeres transgénero de las "conferencias solo para mujeres". Sin embargo, en 2024, escribió en su blog una defensa explícita a las personas trans. "No entiendo el enojo contra las personas trans, LGBTQ+, etc. en general... ¿Por qué nadie puede manifestar que le han asignado el género equivocado? ¿Qué les importa a los gobiernos? 

## Escritora
Piercy es autora de más de diecisiete volúmenes de poemas, entre ellos The Moon Is Always Female (1980, considerado un clásico feminista) y The Art of Blessing the Day (1999). Ha publicado quince novelas, una obra de teatro ( The Last White Class, en coautoría con su actual —y tercer— marido, Ira Wood), una colección de ensayos ( Parti-colored Blocks for a Quilt ), un libro de no ficción y una autobiografía. Contribuyó con las piezas "The Grand Coolie Damn" y "Song of the Fucked Duck" a la célebre antología de 1970 Sisterhood Is Powerful: An Anthology of Writings from The Women's Liberation Movement, editada por Robin Morgan.
Las novelas y la poesía de Piercy a menudo se centran en preocupaciones feministas o sociales, aunque sus escenarios varían. Mientras que Body of Glass (publicada en Estados Unidos como He, She and It ) es una novela de ciencia ficción que ganó el premio Arthur C. Clarke, City of Darkness, City of Light se ambienta durante la Revolución Francesa . Otras novelas, como Summer People y The Longings of Women, están ambientadas en la época moderna. Todos sus libros comparten un enfoque en la vida de las mujeres.
Woman on the Edge of Time (1976) combina una historia de viajes en el tiempo con temas de justicia social, feminismo y el tratamiento de las enfermedades mentales. Esta novela se considera un clásico de la ciencia ficción especulativa utópica, así como un clásico feminista. William Gibson ha atribuido a Woman on the Edge of Time la cuna del Cyberpunk, como menciona Piercy en una introducción a Body of Glass. Body of Glass ( He, She and It, 1991) postula un mundo ambientalmente arruinado, dominado por megaciudades en expansión y una versión futurista de Internet, a través del cual Piercy entreteje elementos del misticismo judío y la leyenda del Golem, aunque un elemento clave de la historia son los intentos del personaje principal de recuperar la custodia de su hijo pequeño.
Muchas de las novelas de Piercy cuentan sus historias desde el punto de vista de múltiples personajes, incluyendo a menudo una voz en primera persona entre numerosas narraciones en tercera persona. Su novela histórica sobre la Segunda Guerra Mundial, Gone to Soldiers (1987), sigue las vidas de nueve personajes principales en Estados Unidos, Europa y Asia. El relato en primera persona de Gone to Soldiers es el diario de la adolescente francesa Jacqueline Levy-Monot, a quien también se sigue en tercera persona después de su captura por los nazis.
La poesía de Piercy tiende a ser un verso libre muy personal y a menudo centrado en cuestiones feministas y sociales. Su trabajo demuestra compromiso con el cambio social, lo que ella podría llamar , en términos judaicos, tikkun olam, o la reparación del mundo. Tiene sus raíces en la historia, la rueda del año judío y una variedad de paisajes y escenarios.
Piercy contribuyó con poemas a la revista Kalliope: A Journal of Women's Art and Literature. Piercy también contribuyó a la colección de ensayos de mujeres líderes del movimiento climático, All We Can Save.

## Obras

### Novelas
- Going Down Fast, 1969
- Dance The Eagle To Sleep, 1970
- Small Changes, 1973
- Woman on the Edge of Time, 1976
- The High Cost of Living, 1978
- Vida, 1979
- Braided Lives, 1982
- Fly Away Home, 1985
- Gone To Soldiers, 1987
- Summer People, 1989
- He, She And It (aka Body of Glass), 1991
- The Longings of Women, 1994
- City of Darkness, City of Light, 1996
- Storm Tide, 1998 (with Ira Wood)
- Three Women, 1999
- The Third Child, 2003
- Sex Wars, 2005

### Cuentos cortos
- The Cost of Lunch, Etc., 2014

### Poesía
- Breaking Camp, 1968
- Hard Loving, 1969
- "Barbie Doll", 1973
- 4-Telling (with Emmett Jarrett, Dick Lourie, Robert Hershon), 1971
- To Be of Use, 1973
- Living in the Open, 1976
- The Twelve-Spoked Wheel Flashing, 1978
- The Moon is Always Female, 1980
- Circles on the Water, Selected Poems, 1982
- Stone, Paper, Knife, 1983
- My Mother's Body, 1985
- Available Light, 1988
- Early Ripening: American Women's Poetry Now (ed.), 1988; 1993
- Mars and her Children, 1992
- What are Big Girls Made Of, 1997
- Early Grrrl, 1999.
- The Art of Blessing the Day: Poems With a Jewish Theme, 1999
- Colours Passing Through Us, 2003
- The Crooked Inheritance, 2006
- The Hunger Moon: New and Selected Poems, 1980–2010, 2012
- Made in Detroit, 2015
- On the Way Out, Turn Off the Light, 2020

### Otras obras
- "The Grand Coolie Damn" and "Song of the fucked duck" in Sisterhood is Powerful: An Anthology of Writings From The Women's Liberation Movement, 1970, edited by Robin Morgan
- The Last White Class (play co-authored with Ira Wood), 1979
- Parti-Colored Blocks For a Quilt (essays), 1982
- The Earth Shines Secretly: A book of Days (daybook calendar), 1990
- So You Want to Write (non-fiction), 2001
- Sleeping with Cats, (memoir), 2002
- My Life, My Body (Outspoken Authors) (essays, poems & memoir), 2015

## Reconocimientos
- Premio Arthur C. Clarke de ciencia ficción, 1992[8]
- Premio Bradley, Club de Poesía de Nueva Inglaterra, 1992
- Premio Brit ha-Dorot, Centro Shalom, 1992
- Premio May Sarton, Club de Poesía de Nueva Inglaterra, 1991
- Premio de poesía Golden Rose, Club de poesía de Nueva Inglaterra, 1990
- Premio de poesía Carolyn Kizer, 1986, 1990
- Premio del Fondo Nacional para las Artes, 1978
- Doctor honoris causa en Letras Humanitarias del Hebrew Union College, Cincinnati, Ohio, 2004